# Сантері Алкіо
Сантері Алкіо (фін. Santeri Alkio, ім'я при народженні Александер Філандер швед. Aleksander Filander; 17 червня 1862, Лайхіа, Велике князівство Фінляндське — 24 липня 1930, Лайхіа, Фінляндія) — фінський політичний діяч, письменник і журналіст.

## Життєпис

### Дитинство і юність
Народився 17 червня 1862 року в містечку Лайхіа в родині торговця. По батьківській лінії походив з роду Лююскі з Лайхіа, з якого в XVIII — XIX століттях вийшло багато відомих в місцевій парафії осіб. Батько Юго Лейкас спочатку працював теслею, поки не пошкодив собі ногу, після чого став працювати кравцем у себе вдома. Тоді ж він змінив прізвище на Філандер. Одночасно почав обробляти землю, яка належала його дружині, і відкрив невелику бакалійну лавку. Таким чином, Сантері вже з дитинства зіштовхнувся з сільськогосподарськими роботами і торгівлею.
У 1870 в Лайхіа була відкрита народна школа Ісокюля, в яку Сантері потрапив у перших лавах. Закінчивши її, спробував вступити до середньої школи у Вааса, але через погане знання шведської мови не був прийнятий. Однак навчання в широкому сенсі слова для нього не закінчилася — він до кінця життя продовжував займатися самоосвітою і самовихованням. Його бажання вчитися поширювалося на будь-яке друковане фінське слово, від текстів філософів та громадських мислителів до художньої літератури, газет та інформації з буденного життя. Алкіо був за своїм складом літературно-суспільною людиною, захоплювався читанням і часто починав записувати нові думки, навіяні прочитаним.
Сільське господарство виявилося збитковим для сім'ї. Батько змушений був продати садибу і обмежитися магазином. Після смерті батька в 1882 Сантері довелося взяти відповідальність і за магазин, обтяжений великими боргами, і за сім'ю: у нього було двоє молодших братів, а мати Марія, що не вміла читати і писати, не могла вести торгівлю. Участь Алкіо полегшувало те, що магазин, який стояв на перехресті кількох доріг, міг забезпечити існування сім'ї на довгі роки.
Торгівля, однак, не була покликанням Алкіо. У 1904 році він здійснив продаж магазину, що давно виношував у планах.

### Молодіжний рух
За межами виконуваних обов'язками і турботами буднів існував зовсім інший світ — світ свободи, духовного розвитку та відпочинку, до якого Алкіо все більше прагнув. Його вабили культура, народна освіта і суспільне життя. На першому місці стояла тяга до письменництва, а також діяльність у молодіжному русі.
Молодіжний рух зародився в кінці XIX століття в Південній Пог'янмаа, звідки поширився всєю країною. На початковому етапі в русі домінували студенти-феномани. Від них Алкіо перейняв фенофільські погляди, ідеалістичні за своєю природою. Він повністю брав велику ідею ЮганаСнелльмана про фінську цивілізовану державу і суспільство і залишався вірним цій місії до кінця життя.
Офіційно рух дотримувався нейтральної лінії в політичних дебатах того часу, але це було швидше програмним фасадом. Насправді, під керівництвом феноманів і за переважання фінської сільської молоді, воно було одним з головних оплотів фенофільства.
Для Алкіо було дуже важливо, щоб рух став чимось принципово новим — культурно-просвітницьким і «охоронним» рухом. Основним завданням ставилося викорінення «зіпсованості вдачі і невігластва» і зміцнення віри в здорові цінності сільського життя. Їх було необхідно оберігати від урбанізації, створюючи захисний панцир від спокус індустріального способу життя. Ці відправні точки аграрного руху стали безпосереднім напрямом розвитку Аграрного союзу.
У 1887 Сантері Алкіо був обраний секретарем молодіжного товариства Південної Пог'янмаа, в 1888–1889 — його керівником. В цей же час він отримує популярність як письменник. Незабаром Алкіо став головним редактором газети товариства «Пюрко», знайшовши таким чином галузь застосування письменницького таланту. На сторінках газети він посів центральне місце ідейного керівника руху.
З усіх ідей молодіжного руху Алкіо виділяв провінційну духовність, прогресивність, християнство і самовиховання молоді. Рух повинен був бути, на його думку, спільнотою молодих людей, які самостійно здобули освіту. В цьому відношенні він істотно розходився в поглядах з феноманами, які вважали, що народна освіта повинна управлятися зверху. Сантері вважав, що ця ж основна думка підходила і для християнського життя — кожен повинен був шукати свою віру самостійно, без будь-якого тиску з боку авторитетів. Тільки таким способом християнство могло стати дійсно особистісним і живим.

### Літературна діяльність
До кінця XIX — початку XX століття прагнення Алкіо стати письменником набуло серйозних форм.
У 1880-х, з появою творів Югані Аго і Мінни Кант, стало зростати число прихильників фінського реалізму, і Алкіо з радістю приєднався до їхнього числа. Його привернула соціальна спрямованість цього напрямку в літературі, його прогресивність і близький до народу реалізм. Це відбилося у творі «Сім'я Теереля» (1887), в якій зображувався народний побут Південної Пог'янмаа. Уже в цій книзі виявляються основні риси і та напруженість, які і в більш пізній період будуть характерні для його творчості: з одного боку — реалістичне зображення народу і селянський колорит Південної Пог'янмаа, з іншого — етичний пафос і віра в прогрес.
Ознаки роману про реальних людей під вигаданими іменами властиві твору «Минулий» (1892), в якому зображені труднощі і загибель освіченого вчителя в обмеженому оточенні. Це ж слід сказати і про книгу «Руйнівні сили», що вийшла до Різдва 1896, темою якої був неврожайний 1867 рік.
Алкіо не обмежується описом тяжкого становища, хоча розмах лиха дійсно великий. Катастрофа була для нього перш за все тестом на людяність, який найкраще проходили ті добрі селяни, які виявилися здатні нести відповідальність за своїх близьких; гіршу славу здобули собі спекулянти, безсовісні торговці і бездарні чиновники.
Роман «Поножовники», Що вийшов в 1894, приніс письменникові всенародну популярність. Свавільна життя лиходіїв з Південної Пог'янмаа в його зображенні була одночасно і складною соціальною проблемою недалекого минулого, і своєрідним сказанням про героїв. Чого було більше — це Алкіо залишив вирішити самому читачеві. Також притягальна сила книги ґрунтується на її суворій народній мові, динамізмі і жвавості діалогів. «Поножовники» — це епос Південної Пог'янмаа, з притаманними епосу елементами — драматичним сюжетом, дохідливою розповіддю, народною мовою і рисами самобутності.

### Політична діяльність на межі століть

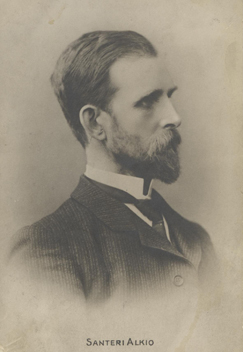
Алкіо в 1906 році

У 1889 Алкіо приєднався до угруповання, яке об'єдналося навколо газети «Päivälehti». Тут користувалися впливом багато письменників, включаючи Югані Аго, Сантері Івало, Казимира Лейно і Й. Х. Еркко. Після відділення младофінів від старофінів у 1894 прихильники газети стали ядром власного ліберального угруповання у фенофільському русі.
У 1890-ті Алкіо уникав повної політизації друку, що було пов'язано з його керівним становищем в молодіжному русі. У будь-якому випадку, зв'язок із младофінами був для Алкіо сходинкою до політичного повноліття. Рух був не тільки політичною партією, а й прогресивним культурним рухом.
У 1905 Алкіо створює в Лайхіа робочий союз в дусі молодіжного суспільства, відкидаючи при цьому марксистські погляди на класову боротьбу і революцію. Робітничий рух був для нього важливим проявом демократичного зростання народних мас. У той же час він залишався націоналістом, вважаючи, що під соціалістичними гаслами рух міг би збитися зі шляху.
Алкіо відчував, що керівництво младофінів у Гельсінкі був слабко знайомий з проблемами сільського життя. Він підтримував парламентську реформу і виступав за розширення права голосу. В уявленні Алкіо, Фінляндія повинна була бути демократичною, говорити по-фінськи, вільною у віросповіданні і гнучкою за своєю культурою. Її сила ховалася в духовному зростанні народу і в суспільному розвитку. Коли з призначенням Миколи Бобрикова генерал-губернатором Великого князівства Фінляндського країна опинилася в лещатах його русифікаційної політики, Алкіо зайняв жорстку конституційну позицію. Він не вірив у можливість збройного опору. Брав участь в діяльності руху опору, збираючи підписи під відозвами протесту, поширюючи видання кагалу, керівного органу конституціоналістів, і закликаючи молодь брати участь у страйках проти військової повинності. У той же час, він не був повністю задоволений діяльністю кагалу. На його думку, там було мало захопленості соціальними реформами, в яких настільки гостро потребував народ. Крім того, ефективність пасивного опору слабшала. Алкіо почав розчаровуватися і в прихильниках «Päivälehti».
Розпочата в Росії в 1905 революція змусила імператора Миколу II відступити у фінляндському питанні. Незабаром автономія була відновлена, і сенат отримав припис підготувати проекти сеймового статуту, який ґрунтувався на загальному і рівному виборчому праві, і законодавстві, що гарантує цивільні права і свободи. Ці вимоги були висунуті Фінляндією у зв'язку з листопадовим страйком. Алкіо брав участь в роботі комітету, який розробляв сеймову реформу, і представляв у ньому радикально-демократичний напрям. За його пропозицією комітет ухвалив рішення створити однопалатний парламент. Також він підтримував виборче право для жінок.
Оскільки Фінляндія в той період була переважно аграрною країною, то надання загального і рівного виборчого права всім повнолітнім громадянам Фінляндії робило набагато більш значущими голоси сільських виборців. На парламентських виборах 1907 багато старих партій прагнули залучити на свій бік сільське населення. Більш того, відбулося політичне пробудження власне селянства. Навесні 1906 ідеї аграрної партії стали поширюватися на різних рівнях в провінції, в тому числі з ініціативи старо- і младофінів; з опорою на їх ентузіазм ставилася мета створення Аграрного союзу.
У квітні 1906 Алкіо почав випускати газету «Ilkka», призначену для сільського населення Південної Пог'янмаа. У створенні цього органу друку взяла активну участь низка провінційних младофінів-опозиціонерів. Газета точно передавала дух села, в той же час вона не закликала до розриву з младофінами і створення самостійної аграрної партії. Алкіо в першу чергу прагнув чинити тиск на керівництво своєї партії з метою зміни курсу. Навіть в 1906 він не вірив у можливість створення незалежної аграрної партії. Коли у вересні 1906 селяни губернії Оулу під керівництвом Отто Каргі заснували незалежну сільську партію Спілка сільського населення Фінляндії (СМЛ), яка згодом стала основою Аграрного союзу, Алкіо, як і Кюесті Калліо, спочатку вважав цю ініціативу авантюрною і сподівався, що союз згодом об'єднається із младофінами. В цей же час Алкіо разом з невеликою групою опозиційних младофінів створює Младофінський аграрний союз Південної Пог'янмаа. Цей аграрний союз становив окрему фракцію всередині партії младофінів. Проте, на парламентських виборах 1907 Алкіо погодився стати депутатом від младофінів і був обраний за їхніми списками.
Однак, вже через кілька місяців Алкіо наситився міськими замашками младофінів і перейшов до Аграрного союзу. Незабаром Аграрний союз младофінів Південної Пог'янмаа пішов за ним. У маленькому Аграрному союзі Алкіо швидко піднявся до керівництва партії рівня Калліо. Особливо це було помітно у формуванні партійної ідеології, проте він справив великий вплив також і на багато практичних рішень.

### Час Громадянської війни і подальший період
Основні роки перебування Алкіо в керівництві партією припадають на перехідний період 1917—1919 рр., коли Фінляндія стала незалежною. Навесні 1917 він приєднався до політичного фронту, який виступав за незалежність Фінляндії і її від'єднання від Російської імперії. Під час внутрішньополітичної кризи восени 1917 Алкіо робив спроби до примирення розбіжностей між лівими і правими партіями, однак це не запобігло загостренню ситуації. Країна була втягнута в громадянську війну. Під час війни Алкіо переховувався в Гельсінкі. Біль за те, що відбувалося, знайшов відображення в його щоденниках. Хоча повстання соціалістів глибоко вразило його, до спраглих помсти він не відносився. Сантері вважав, що відповідальність за повстання несли революційно налаштовані ватажки робітників, але засуджувати весь робочий рух за це не можна було. Причиною повстання він бачив, перш за все, «штормові хвилі» революції, агітацію керівників-соціалістів і зволікання в проведенні соціальних реформ. Під час похмурої розв'язки війни навесні 1918 він належав до тих політиків переможної сторони, які стали публічно закликати до громадянської згоди. Крім того, він вважав за необхідне відстоювати демократію і республіку, а також проводити соціальні перетворення.
У боротьбі за форму правління Алкіо зайняв солідне місце в таборі конституціоналістів. Це підтвердилося восени 1918, коли серед младофінів під тиском монархістів почався розкол і коли навіть Каарло Стольберг відійшов від політичної діяльності, ставши головою Вищого адміністративного суду. В цей час Алкіо також почав сумніватися в своїй позиції щодо республіки. Селяни, побоюючись панської влади, на позачерговому партійному зібранні Аграрного союзу не залишили своїм представникам можливості для компромісів. У створенні республіканської форми правління Алкіо зайняв у парламенті більш рішучу позицію, ніж Стольберг.
На перших парламентських виборах незалежної Фінляндії в 1919 Алкіо привів свою партію до перемоги. У 1919—1922 рр. він проводив центристську політику. У 1919 перебував на посаді міністра соціального забезпечення в уряді Каарло Кастрена. Сантері не прагнув до урядових крісел, а з великим бажанням залишався керівником парламентської фракції.
У 1922 році Алкіо покинув парламент. Його поприщем залишалися газета «Ilkka», літературна творчість, боротьба за сухий закон і статус патріарха партії.

## Твори
- Teerelän perhe (1887)
- Puukkojunkkarit — kuvauksia nyrkkivallan ajalta (1894) (Повний текст [Архівовано 3 березня 2016 у Wayback Machine.])
- Murtavia voimia (1896) (Повний текст [Архівовано 3 березня 2016 у Wayback Machine.])
- Jaakko Jaakonpoika (1913) (Повний текст [Архівовано 3 березня 2016 у Wayback Machine.])
- Uusi aika (1914)
- Patriarkka (1916)
- Ihminen ja kansalainen (1919)
- Yhteiskunnallista ja valtiollista (1919)
- Maalaispolitiikkaa I—II (1919, 1921)
- Kootut teokset I—XIII (1919—1928)
- Valitut teokset (1953)